# Rhaphidorrhynchium hermaphroditum
Rhaphidorrhynchium hermaphroditum är en bladmossart som beskrevs av Theodor Carl Karl Julius Herzog 1922. Rhaphidorrhynchium hermaphroditum ingår i släktet Rhaphidorrhynchium och familjen Sematophyllaceae. Inga underarter finns listade i Catalogue of Life.